# Safaʻatoa
Safaʻatoa ist eine Siedlung im politischen Bezirk (itūmālō) Aʻana des Inselstaats Samoa auf der Insel Upolu.

## Geographie
Er liegt an der Südküste der Insel zwischen den Siedlungen Tafagamanu und Faleaseela am Eingang der Lefaga Bay.
Es gibt die Kirche CCCS Safaatoa Tai.